# 航空地球局
航空地球局（こうくうちきゅうきょく）は、無線局の種別の一つである。

## 定義
電波法第70条の3第2項に「陸上に開設する無線局であつて、人工衛星局の中継により航空機地球局と無線通信を行うもの」と、総務省令電波法施行規則第4条第1項第20号の4に「法第70条の3第2項に規定する航空地球局」と定義している。
引用の促音の表記は原文ママ、「法」は電波法のこと
また、電波法施行規則第3条第2項第2号には航空移動衛星業務を「航空機地球局と航空地球局との間又は航空機地球局相互間の衛星通信の業務」と定義している。

## 概要
インマルサット人工衛星局やMTSAT人工衛星局を介し航空機と通信を行う無線局で、通信網管理機能、地上の通信網との接続のための設備も併設されている。
地球局の一種であり、航空移動業務における航空局に相当するものでもある。
具体的には、スカパーJSAT横浜衛星管制センター、国土交通省の常陸太田航空衛星センターや神戸航空衛星センターのことである。 

## 免許
外国籍の者に免許は原則として与えられないことは電波法第5条第1項に定められているが、第2項に例外が列挙され
- 第8号　電気通信業務を行うことを目的として開設する無線局

があり、外国人や外国の会社・団体でも航空地球局を開設できる。 
種別コードはTB。
有効期間は免許の日から5年。但し当初に限り有効期限は4年をこえて5年以内の11月30日

となる。
用途
局数の推移に見る通り電気通信業務用が主で、他は航空運輸用またはその他の国家行政用である。

### 旧技術基準の機器の使用
無線設備規則のスプリアス発射等の強度の許容値に関する技術基準改正

により、旧技術基準に基づく無線設備が免許されるのは「平成29年11月30日」まで
、
使用は「平成34年11月30日」まで

とされた。
対象となるのは、
- 「平成17年11月30日」[5]までに製造された機器
- 経過措置として、旧技術基準により「平成19年11月30日」までに製造された機器[6]

である。
新規免許は「平成29年12月1日」以降はできないが、使用期限はコロナ禍により「当分の間」延期された。
詳細は無線局#旧技術基準の機器の使用を参照。

## 運用
電波法第16条第1項ただし書および電波法施行規則第10条の2により、航空機の安全運航又は正常運航に関する通信を行う航空地球局、つまり航空運輸用については運用開始の届出を要する。
電波法第70条の3により航空地球局は常時運用しなければならない。
但し、同条但し書き及び無線局運用規則第144条第2項ならびこれらに基づく告示

により、航空運輸用以外の航空地球局は、この限りでない。
電波法第70条の4、無線局運用規則第146条第2項及び第147条第3号並びにこれらに基づく告示

により航空地球局は、航空運輸に関する通信を取り扱っていない場合を除き運用義務時間中、
(1)　電気通信事業用航空地球局は、G1D、G7D又はG7W電波3,599.0025MHzから3,628.9975MHzまで又は4,192.5025MHzから4,199.9975MHzまでの2.5kHz間隔の周波数
(2)　航空運輸用航空地球局は、G1D、G7D又はG7W電波11.6916225GHzから11.6959175GHzまで又は18.3866225GHzから18.3909175GHzまでの2.5kHz間隔の周波数
を聴守しなければならない。

## 操作
電波法施行規則第33条に無線従事者を不要とする「簡易な操作」として規定している次の操作を除き、航空無線通信士以上の無線従事者の管理を要する。
- 第4号(1)　次号(4)のもの以外の無線設備の通信操作
- 第5号(4)　航空運輸用で無線設備の連絡の設定及び終了（自動装置により行われるものを除く。）に関する通信操作以外の通信操作で当該無線局の無線従事者の管理の下に行うもの
- 第8号　その他に別に告示するものに基づく告示[11]に定めるプレストーク方式による無線電話の送受切替装置の技術操作

電波法施行規則第34条の2第2号により遭難通信又は緊急通信の通信操作は、無線従事者でなければ行ってはならない。

## 検査
- 落成検査は、電気通信業務用は登録検査等事業者等による点検が可能で、この結果に基づき一部省略することができる。
- 定期検査は、電波法施行規則別表第5号第21号により周期は航空機の安全運航又は正常運航に関する通信を行うものは1年、それ以外は5年。電気通信業務用は登録検査等事業者等による検査が可能で、この結果に基づき省略することができる。
- 変更検査は、落成検査と同様である。

## 沿革
1989年（平成元年）- 電波法施行規則に航空地球局が定義、また航空機地球局、航空移動衛星業務も定義
1993年（平成5年）
- 電波利用料制度化、電波法別表第6第4項の「人工衛星局の中継により無線通信を行う無線局」が適用
- 毎年一定の告示[13]で定める日が免許の有効期限に[14]
  - 以後、免許の有効期限は免許の日から4年を超えて5年以内の11月30日までとなる。

1998年（平成10年）- 外国籍の者が電気通信事業用の航空地球局を開設できることに
| 年度         | 総数 | 電気通信業務 | 航空運輸 | その他国家行政 | 出典                 | 出典                           |
| ------------ | ---- | ------------ | -------- | -------------- | -------------------- | ------------------------------ |
| 平成11年度末 | 1    | 1            | -        | -              | 地域・局種別無線局数 | 平成11年度第4四半期末          |
| 平成12年度末 | 1    | 1            | -        | -              | 地域・局種別無線局数 | 平成12年度第4四半期末          |
| 平成13年度末 | 1    | 1            | -        | -              | 用途別無線局数       | H13 用途・業務・免許人・局種別 |
| 平成14年度末 | 3    | 3            | -        | -              | 用途別無線局数       | H14 用途・局種別無線局数       |
| 平成15年度末 | 3    | 3            | -        | -              | 用途別無線局数       | H15 用途・局種別無線局数       |
| 平成16年度末 | 3    | 3            | -        | -              | 用途別無線局数       | H16 用途・局種別無線局数       |
| 平成17年度末 | 6    | 2            | 4        | -              | 用途別無線局数       | H17 用途・局種別無線局数       |
| 平成18年度末 | 6    | 2            | 4        | -              | 用途別無線局数       | H18 用途・局種別無線局数       |
| 平成19年度末 | 6    | 2            | 4        | -              | 用途別無線局数       | H19 用途・局種別無線局数       |
| 平成20年度末 | 6    | 2            | 4        | -              | 用途別無線局数       | H20 用途・局種別無線局数       |
| 平成21年度末 | 8    | 4            | 4        | -              | 用途別無線局数       | H21 用途・局種別無線局数       |
| 平成22年度末 | 8    | 4            | 4        | -              | 用途別無線局数       | H22 用途・局種別無線局数       |
| 平成23年度末 | 8    | 4            | 4        | -              | 用途別無線局数       | H23 用途・局種別無線局数       |
| 平成24年度末 | 6    | 2            | 4        | -              | 用途別無線局数       | H24 用途・局種別無線局数       |
| 平成25年度末 | 6    | 2            | 4        | -              | 用途別無線局数       | H25 用途・局種別無線局数       |
| 平成26年度末 | 6    | 2            | 4        | -              | 用途別無線局数       | H26 用途・局種別無線局数       |
| 平成27年度末 | 6    | 4            | 2        | -              | 用途別無線局数       | H27 用途・局種別無線局数       |
| 平成28年度末 | 7    | 4            | 2        | 1              | 用途別無線局数       | H28 用途・局種別無線局数       |
| 平成29年度末 | 11   | 6            | 2        | 3              | 用途別無線局数       | H29 用途・局種別無線局数       |
| 平成30年度末 | 12   | 6            | 2        | 4              | 用途別無線局数       | H30 用途・局種別無線局数       |
| 令和元年度末 | 13   | 9            | -        | 4              | 用途別無線局数       | R01 用途・局種別無線局数       |
| 令和2年度末  | 13   | 9            | -        | 4              | 用途別無線局数       | R02 用途・局種別無線局数       |
| 令和3年度末  | 14   | 10           | -        | 4              | 用途別無線局数       | R03 用途・局種別無線局数       |
| 令和4年度末  | 15   | 11           | -        | 4              | 用途別無線局数       | R04 用途・局種別無線局数       |
| 令和5年度末  | 18   | 12           | -        | 4              | 用途別無線局数       | R05 用途・局種別無線局数       |